# 山下透
山下 透（やました とおる、Tohru Yamashita、1959年3月6日 - ）は、日本の作曲家、編曲家、ミュージカル演出家、歌手。ハードコアロックバンド爆弾ヤマシタのキーボード奏者。東京都世田谷区出身。

## 概要
『七人の刑事』、『大岡越前』、『ルパン三世 (TV第1シリーズ)』、『パネルクイズ アタック25』等の昭和の人気テレビ番組のテーマ曲も数多く手がけた、モダン・ジャズの作曲家山下毅雄（愛称ヤマタケ）の次男。
子供の頃から父の作品作りに関わり、『冒険ガボテン島』、『悪魔くん』オープニング、『丸出だめ夫』、『名犬ラッシー』（フジテレビ版）等のテレビアニメ、ドラマの主題歌を父に成り代わって作曲。その後も『ルパン三世』（Blues Of The Third）などを手がけ、父のリスペクト・アルバムやリスペクト本の制作に係わっている。また、歌謡曲の作曲家としては松尾和美（恋人たちの島）、松山みのり（さすらいの唇(ロックサンバ)）、平野レミ（セーラーカラーのとかげくん）、白龍光洋（現嘉島典俊。もう故郷は冬なりき）らにも作品を提供している。
「ロマンティックテクノロジーアート」をコンセプトに、瞬間芸術としての作曲活動、音楽制作を本職としているが、歌手、音楽演奏でも活動をしており、1981年のメジャーデビューアルバム『FAD!』ではハイトーンヴォーカルを遺憾なく披露。また、ハードコアロックバンド「爆弾ヤマシタ」を主体とした音楽演奏活動も続けている。
近年は、代表作Motion Rock Opera『Life pathfinder』、『チンチン電車と女学生』、『パーフェクトファミリー!?』などのミュージカル作品の創作や演出を主に手がけており、一方でダンスについても、北海道札幌市で毎年6月に開催されているYOSAKOIソーラン祭りの参加ダンスチーム「Gush」のために、1998年から2017年まで毎年オリジナルの自然賛歌をテーマとした楽曲を創作、歌唱し、演出も行った。
自ら主催するCD製作会社PaKaLoLo Records（パカロロレコーズ）では音楽プロデューサーとしてミュージシャンの発掘や作品の制作も行っている。このほかにも、ナレーター、文筆業などマルチな活動を続けている。

## 来歴
- 1959年 - 作曲家山下毅雄の次男として生まれた。
  - 幼少期より父親の作曲に関わり、テレビアニメの主題歌を作曲していた[2]。
- 1981年 - ビクターインビテイションより『FAD!/FAD』でアルバムデビュー[1]。複雑なコードを駆使した曲作りは「和製スティーリー・ダン」（Steely Dan）との評価を受ける。
- 1985年 - 音楽制作集団「Romantic Techno Music」を主宰。
- 1998年 - YOSAKOIソーラン祭りダンスチーム「Gush」を結成[3]、2017年まで20年間連続参加した。
- 1999年 - 音楽制作集団「Romantic Techno Music」のメンバーの才能の発表を兼ねてインディーズレーベルのPaKaLoLo Records（パカロロレコーズ）を設立[4]。
- 2001年 - 2005年まで、市民ミュージカル『パーフェクトファミリー!?』を日本各地21ヵ所で上演。
- 2005年 - 2017年まで、劇団往来音楽劇『チンチン電車と女学生』（脚本：高橋知伽江、演出：鈴木健之亮）の音楽を担当。
- 2008年 - 現在まで、松髙タケシとともにモーションロックオペラ『Life pathfinder』を定期的に上演[5]。

## 爆弾ヤマシタ
青柳竜市（Gt.）、ササブチヒロシ（Dr.）、Tak（Ba.）との4人によるハードコアロックバンド。山下は主にキーボードを担当。

## 作品

### 舞台作品
- Motion Rock Opera『Life pathfinder』（松髙タケシ 作・演出 2008年 -現在）
- ミュージカル『シルフィー』（プロデュース。脚本・演出：荒巻正。2007年、2009年）
- 『少年陰陽師＜歌絵巻＞』（脚本・演出：藤森一朗、2007年）[6]
- ミュージカル『パーフェクトファミリー!?』（脚本：高橋知伽江。2001年 - 2005年、2015年)
- CLUB ORGANISM『A sophist of (no) significance』
- 劇団急旋回ミュージカル『SAH・LA・VA〜然らば〜』（作・演出：石坂浩二。1991年。）
- 劇団急旋回ミュージカル『ザ・龍ーたひこの夢』（作・演出：石坂浩二。1994年、1995年。）
- 能藤玲子創作舞踊団『流氷伝説』（1996年第51回文化庁芸術祭優秀賞、2000年フランス公演）
- STAGE21ミュージカル『迷子の天使たち』（作曲・編曲。原作：藤本義一、脚本：高橋由美子。2000年、2001年2月）
- 能藤玲子創作舞踊団『葦の行方』（2003年SPACダンスフェスティバル優秀賞、モスクワ公演）
- 藤城清治影絵劇『絵のない絵本』
- 劇団往来音楽劇『チンチン電車と女学生』（音楽監督。脚本：高橋知伽江、演出：鈴木健之亮。2007年8月広島、2010年6月大阪、2012年9月広島、2014年6月大阪、2015年6月大阪、2017年11月東京。平成22年度大阪文化祭賞奨励賞）[7]
- 大阪憲法ミュージカル『無音のレクイエム』（2016年、2017年）[8]

### CM音楽
- 味の素ゼネラルフーヅ
- 横浜ゴム
- ウエラジャパン
- イトーヨーカドー
- 清水建設
- フクスケ
- リクルート
- NTTドコモ
- ティンカーベル
- 資生堂
- EPSON
- ドイツテレコム（ショーブース）

### その他
- YOSAKOIソーラン祭り参加ダンスチーム「Gush」（ガッシュ）テーマ曲（1998年-）
- 北海道コンサドーレ札幌応援番組
  - 北海道放送『ビバ！ジョカトーレ』エンディングテーマ「1度だけの今と」
  - さっぽろ村ラジオ『コンサ！ラジオブログ』テーマソング「キョウメイ」
- 『天理な祭り』総踊り曲（奈良県天理市）
- 『愛・地球博』パナソニック制作ミュージカル映画『動物たちの約束』（2005年）

## ディスコグラフィー

### CD

#### Tohru Yamashita
- 『ALL RIGHT』（2000年7月10日。PaKaLoLo Records PLCD-0006）

#### 爆弾ヤマシタ
- 『Life pathfinder 2008』（2009年、PaKaLoLo Records）
- 『Transignificance』（PaKaLoLo Records）
- 『LUPIN THE COVER』（日本クラウン）
- 『谷川智宏 & THE MICS/WIGGLER』（PaKaLoLo Records）
- 『MISSION6 ルパン・ザ・フォース』（日本クラウン）

#### ミュージカルサウンドトラック
- 『葦の行方 Original Sound Tracks vol.1』（2003年1月12日。PaKaLoLo Records PLCD-0010）
- 『葦の行方 Original Sound Tracks vol.2』（2003年1月12日。PaKaLoLo Records PLCD-0011）

#### 参加作品

##### 山下透
- 『SHIBUYA JAZZ CLASH!　渋谷ジャズ維新』（2004年7月10日 ウルトラヴァイブ CDSOL-1096）
  - Tunamma Shungo〜Singing Lady （『FAD!/FAD!』から採録）

- 大友良英『Cathode』（1999年10月19日。P-ヴァインTZADIK TZ7051）
  - Cathode#1（口笛）

##### Tohru Yamashita Unit
- 『SHUJI TERAYAMA INNOVATION』（2003年12月26日。キングレコード）- 寺山修司コンピレーションアルバム。
  - M-6 犬神
- 『山下毅雄の全貌 MISSION 7 ヤマタケ・カーニバル』（2001年6月21日。日本クラウン） - 山下毅雄作品コンピレーションアルバム。

#### プロデュース作品
- 『ヤマタケ・ハードボイルド』（ビクターエンタテインメント）
- 『ヤマタケ・フォーエバー』（ビクターエンタテインメント）
- 『GUY’S HEART〜charlie’s Lupin Songs〜』（2002年、VAP）
- 『LUPIN THE THIRD TAKEO YAMASHITA Rebirth』（2002年、VAP）
- 『LUPIN THE COVER』（2003年、日本クラウン）
- 『大岡越前　オリジナルサウンドトラック ファイナルセレクション』（キングレコード）他　全3作
- 『山下毅雄の全貌 MISSION 1 アニメ特撮編』（2000年1月21日。日本クラウン。CRCP-20203）
- 『山下毅雄の全貌 MISSION 2 ドラマ編』（2000年1月21日。日本クラウン。CRCP-20206）
- 『山下毅雄の全貌 MISSION 3 ルパン三世主題歌』（2001年6月21日。日本クラウン。CRCP-20206）
- 『山下毅雄の全貌 MISSION 4 ヤマタケマニア』（1999年9月18日。日本クラウン。CRCP-20228）
- 『山下毅雄の全貌 MISSION 5 未発掘編』（2001年6月21日。日本クラウン。CRCP-20252）
- 『山下毅雄の全貌 MISSION 6 ルパン ザ フォース』（2001年6月21日。日本クラウン。CRCP-20266）
- 『山下毅雄の全貌 MISSION 7 ヤマタケ・カーニバル』（2001年6月21日。日本クラウン。CRCP-20272）
- megue『'ないでね』（1999年12月1日。PaKaLoLo Records PLCD-0001）
- 『パーフェクトファミリー!? オリジナルサウンドトラックス』（2003年、PaKaLoLo Records）
- 『Gush 2002 & 2003 生命の源流へと遡る旅』（歌：小河原華子、竹澤未来）（2003年10月25日 PaKaLoLo Records PLCD-0014）
- 『Gush 2004 命の星で』（2004年10月12日 PaKaLoLo Records PLCD-0016）
- 『Journey - 10 years Gush -』（2007年、PaKaLoLo Records）
- 『Gush 2008 - 2011』（歌：西平せれな、加藤ひろあき 、山下透）（2011年、PaKaLoLo Records）

### DVD
- ミュージカル『シルフィー』DVD（PaKaLoLo Records）

## 書籍
- ヤマタケ★デラックス（発行：ブルース・インターアクションズ）
  - 企画・構成：山下透 & 山下毅雄研究所
  - 編集：駒形四郎、岸野雄一
  - 寄稿：石坂浩二、大友良英、加藤剛、小西康陽、しりあがり寿、杉作J太郎、藤城清治、吉井和哉 他